# Ижбердино
Ижбердино (баш. Ишбирҙе) — село в Кугарчинском районе Республики Башкортостан Российской Федерации. Входит в состав Ижбердинского сельсовета.

## География

### Географическое положение
Расстояние до:
- районного центра (Мраково): 30 км,
- центра сельсовета (Сапыково): 3 км,
- ближайшей ж/д станции (Мелеуз): 110 км.

## Население
| 2002 | 2009 | 2010 |
| ---- | ---- | ---- |
| 224  | ↘165 | ↘150 |

Национальный состав
Согласно переписи 2002 года, преобладающая национальность — русские (85 %).